# タイガーマスク (4代目)
タイガーマスク（1970年10月20日 - ）は、日本の男性覆面レスラー。東京都出身。タイガーマスクの4代目であり2025年1月現在、現行のタイガーマスクである。通称：黄金の虎4代目。血液型A型。新日本プロレス所属。

## 人物
2代目（三沢光晴）、3代目（金本浩二）とは全く違い、純粋な初代（佐山聡）の弟子であり、歴代の中では唯一、デビュー時から2025年現在までタイガーマスクを名乗っており、タイガーマスクとしての活動期間は歴代で最も長い。また歴代のタイガーマスクでは2番目に小柄でもある。立ち位置としてはベビーフェイスだが、反則攻撃を繰り返してくるヒールには、非常に過激な技で制裁を加えることから黄色い悪魔と称されることもある。
全くの無名時代に素顔で、エンセン井上の似顔絵に馬乗りのエンセンに許しを請うというやられ役のモデルを務めたことがある。格闘技通信掲載時、すでにタイガーマスクだったので目のところを隠されている。
2005年に結婚したが、正体は明かしていない。
プライベートでは巡業中の休みにはパチンコをやっていたこともあり、怪我の治療のため欠場中の天山広吉に代わり2009年10月から2010年3月にかけてスポーツ報知でコラム『タイガーマスクの激録!!玉取ったる』（月1回連載）を担当していた。現在は全くやらないと言っていた。
2010年に『カルビーポテトチップス』のCMに単独出演している。
2012年にフジテレビのバラエティ番組「ほこ×たて」の企画「何でも潰せるロードローラーvs絶対に潰れないポール」で特別出演し、保安道路企画株式会社が開発した絶対に潰れないポール「ポストフレックス」を折り曲げようとしたものの、ポストフレックスが元の形状に戻り続けたためか失敗に終わった。
AKB48のメンバーの武藤十夢の父親とは友人の関係で、2013年4月2日放送の「もうすぐAKBINGO!」で武藤は家族ぐるみでタイガーマスクと交友があると語った。
プロ野球・読売ジャイアンツの大ファンでもあり、巨人のOBである原辰徳 (現監督) とも交友がある｡お互いの巡業で近くにいる時は球場に出向き、原や選手等と会話をしたりするほどでもある。2016年6月20日には、HAPPY MONDAY BASEBALL 今週のプロ野球とことん予想（BSスカパー ）に巨人ファンプレゼンターとして出場した。現在は、DeNAの三浦監督や、鈴木尚典コーチとも親交がある。

## 経歴

### デビュー前
折原昌夫によると、1度はプロレスラーになるべく、SWSの入門テストを受験しており、テスト内容はトップの成績だったが、身長基準を満たしていないという理由で不合格となった。その後、メキシコでのプロデビューを計画して資金調達の為に運送業や、外車の中古車屋でアルバイトをしていたところ、知り合いづてに佐山聡を紹介される。

### みちのくプロレス
佐山聡が創設したスーパータイガージムでトレーニングを積み、佐山の勧めで虎のマスクを被ることを決意する。1995年7月15日、後楽園ホール『’95格闘技の祭典』大会のザ・グレート・サスケ戦にてデビューを飾り、数々の虎殺法を披露した。敗北を喫したものの、試合後にはサスケに対してみちのくプロレス（以後みちプロ）入団を志願し、サスケとこの日観戦に来ていた佐山がこれを了承した。8月12日にみちプロの巡業に帯同し、9月14日に同団体でデビュー戦を飾った。
1996年9月23日にUWA世界ミドル級王座決定リーグ戦に参戦。これに優勝し、第30代王者となった。自身初のタイトル獲得となったが1997年2月25日、左膝を痛め長期欠場に伴う防衛戦期限切れにより王座返上。結局1度も防衛戦を組まれることはなかった。その後、1999年4月11日に短期英国遠征へ出発。王座復活後第14代（通算第50代）英連邦ジュニアヘビー級王者となった。5月24日にはWWFに参戦。TAKA、FUNAKIと組み、アポロ・ダンテス&パピ・チューロ&スペル・ロコ組と対戦し勝利した。7月5日にはメキシコのメジャー団体、CMLLに参戦。フェリーノと対戦したが敗戦した。7月11日には闘龍門JAPAN（のちのDRAGON GATE）に参戦。サスケ、マグナムTOKYO、新井健一郎と組み、CRAZY-MAX（シーマ・ノブナガ&ドン・フジイ&TARU）&サスケ・ザ・グレート組と対戦し勝利した。1999年開催のふく面ワールドリーグ戦で優勝。

### 新日本プロレス

#### 2002年 - 2007年
2002年1月4日、新日本プロレス主催のWRESTLING WORLD 2002に初参戦。獣神サンダー・ライガー、サスケと組み邪道&外道&ディック東郷組と対戦し勝利する。この年はみちプロに所属していながら、ほぼ1年を通して新日本の巡業に帯同し、9月22日には金本浩二が保持するIWGPジュニアヘビー級王座に初挑戦を果たしている。12月にみちプロと契約満了に伴い、12月22日付で新日本へ正式に移籍した。
2003年4月23日、金本の保持するIWGPジュニア王座に挑戦。勝利を収め、第44代王者となった。2004年6月13日、BEST OF THE SUPER Jr.（BOSJ）に出場し決勝に進出。決勝戦で金本と対戦し、ピンフォール勝ちを収め優勝した。2005年6月19日、BOSJに出場し決勝に進出。決勝戦で外道と対戦し勝利。大会二連覇という史上初の偉業を成し遂げた。
2006年2月19日、IWGPジュニア王座とNWA世界ジュニアヘビー級王座を保持するブラック・タイガーとのダブルタイトルマッチを制し、第49代IWGPジュニア王者並びに第81代NWAジュニア王者となり二冠王に輝く。2007年5月にはNWAに参戦し、同月5日にロウ・キーを相手にNWAジュニア王座の防衛に成功したが、11日にマイク・クワッケンブッシュに敗戦し、同王座から陥落した。

#### 2008年 - 2010年
2008年7月、井上亘のヘビー級転向に伴い、空位扱いとなったIWGPジュニア王座決定トーナメントに出場。決勝戦にてプリンス・デヴィットと対戦し、勝利を収めて第54代王者となった。9月5日、ライガーと組み、邪道&外道組と対戦するも、外道に急所攻撃を見舞われ反則勝ちとなり、直後にロウ・キーが乱入し、覆面を剥ぎ取られてしまった。この暴挙に怒りの収まらないタイガーは、バックステージにて新日本社長の菅林直樹会長に対してロウ・キーを次期IWGPジュニア王座の次期挑戦者にするよう直談判を行った。同月21日、ロウ・キーを相手にIWGPジュニア王座の初防衛戦に臨んだが、敗戦した。
2009年1月4日、レッスルキングダムIIIにて、ロウ・キーが保持するIWGPジュニア王座に挑戦し、新技、変型タイガースープレックスホールドで勝利し、第56代王者に返り咲いた。2月15日、ライガーを相手に勝利を収め初防衛に成功したが、試合後に突如としてブラック・タイガーがリングに乱入し、暗闇脳天落としを喰らってしまった。4月5日、Resolution '09にて、ベルト・コントラ・マスカラと銘打たれたタイトルマッチでブラックと対戦。勝利を収め、2度目の防衛に成功した。試合後、ブラックは自らマスクを剥がすとその正体がロッキー・ロメロであることを明かし、タイガーと握手を交わし和解した。だがその直後、ロメロとは別人のブラック・タイガー（2月15日に乱入したブラックと同一人物）が姿を現し、デスバレーボムを喰らうと、マスクを剥がされるという被害に遭った。6月20日、DOMINION 6.20にて、ブラックとマスカラ・コントラ・マスカラルール形式のシングルマッチで対戦。羽根折り腋固めでギブアップ勝ちを収め、試合後に抵抗するブラックのマスクを自ら剥がしにかかり、その正体が高岩竜一であることを明らかにすると、一連の抗争にピリオドを打たせた。
8月15日、ミスティコを相手にIWGPジュニア王座を賭けて対戦するも、敗戦し王座から陥落。11月8日、DESTRUCTION'09にて、リマッチ権を行使してミスティコと再戦し、変型アームロックで勝利を収め、第58代王者に返り咲いた。
2010年1月4日、レッスルキングダムIVにて、プロレスリング・ノア（略称：NOAH）対抗戦に出陣し、丸藤正道を相手にIWGPジュニア王座を賭けたタイトルマッチに臨んだが、タイガーフロウジョンでピンフォール負けを喫し王座から陥落した。5月3日、レスリングどんたく2010にて、田口隆祐を相手にIWGPジュニア王座の防衛に成功した丸藤から試合後に「いつまで高みの見物してんだ？」とマイクで挑発され、この行為に激怒したタイガーはバックステージにて丸藤とのリマッチを要求した。同月8日、JCBホールにて開催されたSUPER J TAG TOURNAMENTのセミファイナルに登場し、丸藤の保持するIWGPジュニア王座に挑戦したが、丸藤に腕を攻められ終始圧倒されると最後は腕折り固めを極められてしまい、レフェリーストップ負けを喫した。
8月22日、NOAH主催のNEW NAVIGATION'10 in Tokyoにて、金本浩二とのタッグで参戦し、GHCジュニアヘビー級タッグ王座を保持する石森太二&リッキー・マルビン組と対戦。この試合に勝利を収め、第12代王者組となった。新日本では10月11日、DESTRUCTION'10にて、CHAOSの石井智宏にマスクを剥がされたことから抗争を展開するようになる。12月9日、リアルジャパンプロレスに参戦し、師である初代タイガーマスクと対戦。膝十字固めを極めると、レフェリーストップ判定が下され、師匠越えを果たした。12月24日、NOAH主催のNOAH ful Gift in Differ,2010にて、丸藤&青木篤志組を相手にGHCジュニアタッグ王座の3度目の防衛戦に挑んだが、敗戦し王座から陥落した。

#### 2011年 - 2013年
2011年1月23日、CMLL FANTASITICA MANIA 2011にて、昨年より抗争を繰り広げている石井とマスカラ・コントラ・カベジェラで対戦し、タイガースープレックスホールドで勝利。試合後にバリカンを手に取り石井の髪の毛を自らの手で刈り取っていた最中、石井の抵抗を受けてマスクを剥がされ、因縁がさらに深まる結果となった。その後、次期シリーズで石井はブラック・タイガーのマスクを被って試合に出場するようになり、2月20日、The New Beginningにて、今度はマスカラ・コントラ・マスカラで石井と対戦。この試合に勝利を収め、自らの手で石井のマスクを剥ぎ取り抗争に終止符を打たせた。
2012年よりライガーとタッグを組む機会が増え始め、ジュニアタッグ戦線に参入し始める。6月10日、BOSJ最終戦で組まれた6人タッグマッチに出場し、真壁刀義、ライガーとのタッグで鈴木軍（鈴木みのる&TAKAみちのく&タイチ）と対戦。この試合でタイチがライガーのマスクを引き裂き素顔を半分まで晒すという暴走っぷりを発揮し、最後はライガーが鈴木からピンフォール負けを喫した。6月16日、DOMINION 6.16にて、ライガーとのタッグで出場し、空位となっていたIWGPジュニアタッグ王座を賭けた試合でTAKA&タイチ組と対戦。TAKAからピンフォール勝ちを収め、第32代王者組となった。7月22日、KIZUNA ROAD最終戦にて、フォーエバー・フーリガンズ（ロッキー・ロメロ&アレックス・コズロフ）を相手に初防衛戦に挑んだが、敗戦し王座から陥落した。
2013年7月、NOAH主催の日テレG+杯争奪ジュニアヘビー級タッグ・リーグ戦にライガーとのタッグで出場。公式戦を無敗で切り抜け、決勝戦で石森&小峠篤司組と対戦し、ライガーが小峠からピンフォール勝ちを収め、同大会を優勝、同時に第18代GHCジュニアタッグ王者組に輝いた。12月7日、NOAH主催のGREAT VOYAGE 2013 in Tokyo vol.2にて、GHCジュニアタッグ王座を賭けた5度目の防衛戦として、小川良成&ザック・セイバー・ジュニア組と対戦。ライガーが小川からピンフォール負けを喫し王座から陥落した。

#### 2014年 - 現在
2014年11月1日、ライガーとのタッグで出場した試合後、NOAHのヒールユニットである超危暴軍の拳王、大原はじめが姿を現し、GHCジュニアヘビー級タッグ王座の次期挑戦者として対戦を要求され、ライガーがこれを承諾した。12月6日、NOAH主催のGREAT VOYAGE 2014 in Tokyo Vol.3～方舟進章・有明 冬の陣～にライガーとのタッグで出場し、拳王&大原組の保持するGHCジュニアタッグ王座に挑戦したが、最後は拳王からピンフォール負けを喫し王座奪取とはならなかった。
2015年9月23日、DESTRUCTION in OKAYAMAにて、NWA世界ジュニアヘビー級王座を保持するスティーブ・アンソニーに挑戦し、アンソニーのセコンドに就いたNWA代表であるブルース・サープの妨害を受けながらも、最後はリバースダブルアームバーを極めて勝利。2度目のベルトを獲得し、次期挑戦者にライガーを指名した。12月18日、公約通りNWAジュニア王座の初防衛戦の相手としてライガーと対戦。最後はリバースダブルアームバーを極めてギブアップを奪い、初防衛に成功した。
2016年3月19日、NWAジュニア王座2度目の防衛戦の相手として前王者のアンソニーと対戦するも、最後はピンフォール負けを喫して王座から陥落した。
2020年12月21日、Road to TOKYO DOME 後楽園ホール大会にて4月末の大腸憩室炎穿孔の手術による長期欠場から復帰。
2021年10月26日、エル・デスペラード&金丸義信組の保持するIWGPジュニアタッグ王座にロビー・イーグルスと挑戦し、9年4ヶ月振りとなる王座戴冠を果たす。 
2022年1月5日、東京ドーム大会で田口隆祐&ロッキー・ロメロ、石森太二&エル・ファンタズモとの3WAYマッチを制し初防衛。
6月19日、全日本プロレス大田区大会に参戦し、佐藤光留から世界ジュニアヘビー級王座を奪取。6年3ヶ月ぶりのシングル王座戴冠を果たした。
9月18日、日本武道館大会において全日本プロレスの青柳亮生と対戦して敗れ、王座から陥落した。

## 得意技
4代目タイガーマスクの技は初代、2代目、3代目のイメージが強いが、それに比べると関節技、蹴り技、投げ技が多彩なのが特徴的である。

### フィニッシュ・ホールド
タイガー・スープレックス
歴代タイガーマスク全員が得意としている投げ技。
近年は後述リバースダブルアームバーをフィニッシャーとして用いだしているが、それでも大一番で繰り出すなど最上級のフィニッシュ・ホールドとして使用している。
リバース・ダブル・アームバー
現在の主なフィニッシャー。
羽根折り腋固め。
うつ伏せに倒れている相手の片腕を自分の両足で挟みつつ、もう片腕を両腕で引き上げて極める複合関節技で、獣神サンダー・ライガーがかつて使用していた鬼殺しと同型。
振りかぶってくる相手の腕をキャッチしてから極めたり、腕ひしぎ逆十字固めから脱出しようとする相手をうつ伏せに倒し、素早く体勢を入れ替えて極めたりする。
デストロイ・スープレックス
後方から相手の右腕をチキンウィングの体勢で固めて、左腕で相手の足を抱えながら股下に腕を通し、リストクラッチして後方へ反り投げる変形のタイガー・スープレックス。
タイガー曰くバックドロップ・ホールドとタイガー・スープレックスをミックスさせた技であるとのこと。
ミレニアム・スープレックス
変形のタイガー・スープレックス。チキンウィングフェイスロックの体勢で捕らえた相手をそのまま後方へ反り投げ、相手を後頭部ないし肩口からマットに叩きつける。
タイガー・ドライバー
三沢式タイガー・ドライバー。
タイガー・インディアンデスロック（リバースネルソンデスロック）
相手の下半身をインディアンデスロックに極め、相手の上半身リバースフルネルソンに固めて、自身の全体重を乗せて相手の肩、足に絞り上げる技。
インディアンデスロックとリバースフルネルソンの複合技。

### 打撃技
エルボー
エルボー・スタンプ
逆水平チョップ
チョップ、スマッシュ
張り手
ドロップキック
各種蹴り技
ローキック、ミドルキック、ハイキック、 ローリング・ソバット
バズソーキック
仰向けになった相手の上半身を起こして相手の左側頭部を振り抜いた右足の甲で蹴り飛ばす。
試合を展開する上で多用される打撃技。

### 投げ技
ブレーンバスター
雪崩式ブレーンバスター
ダブルアーム・スープレックス
雪崩式ダブルアーム・スープレックス
格下の相手にはフィニッシャーとして用いられることもある。
タイガー・ドライバー
佐山式タイガー・ドライバー。
DDT
ツームストーン・パイルドライバー
相手の胴をクラッチしてを逆さまに抱え上げ、軽く跳び上がりながらマットに突き刺す投げ技。主に繋ぎとして使用される。

### 飛び技
ムーンサルト・ダブル・ニー・ドロップ
仰向けに倒れている相手の横に背を向けて立ち、後方宙返りして跳び上がり相手の胸元に両膝を突き刺して着地する。
ダイビング・ヘッドバット
寝ている相手に対し、トップロープから飛んで、自らの頭部を相手の体にぶつける技。

## タイトル歴
新日本プロレス
- IWGPジュニアヘビー級王座 : 6回（第44、47、49、54、56、58代）
- IWGPジュニアタッグ王座 : 2回（第32代, w / 獣神サンダー・ライガー、第68代, w / ロビー・イーグルス）
- BEST OF THE SUPER Jr. 優勝 : 2回（2004年、2005年）

全日本プロレス
- 世界ジュニアヘビー級王座 : 1回（第62代）

プロレスリング・ノア
- GHCジュニアヘビー級タッグ王座 : 2回（第12代, w / 金本浩二、第18代, w / 獣神サンダー・ライガー）
- 日テレG+杯争奪ジュニアヘビー級タッグ・リーグ戦優勝（2013年, w / 獣神サンダー・ライガー）

みちのくプロレス
- 英連邦ジュニアヘビー級王座 : 2回
- みちのくふたり旅優勝（2000年, w / グラン浜田）
- ふく面ワールドリーグ戦優勝 : 2回（1999年、2007年）

NWA
- NWA世界ジュニアヘビー級王座 : 2回（第109、120代）

UWA
- UWA世界ミドル級王座 : 1回（第30代）

MOBIUS
- APEX OF TRIANGLE王座（初代, w / ザ・グレート・サスケ&グラン浜田）

## 入場テーマ曲
- おまえは虎になれ / 松村とおる - 現在使用中
- 燃えろ!吠えろ!タイガーマスク - WRESTLE LANDで使用